# Siglo XXVI a. C.

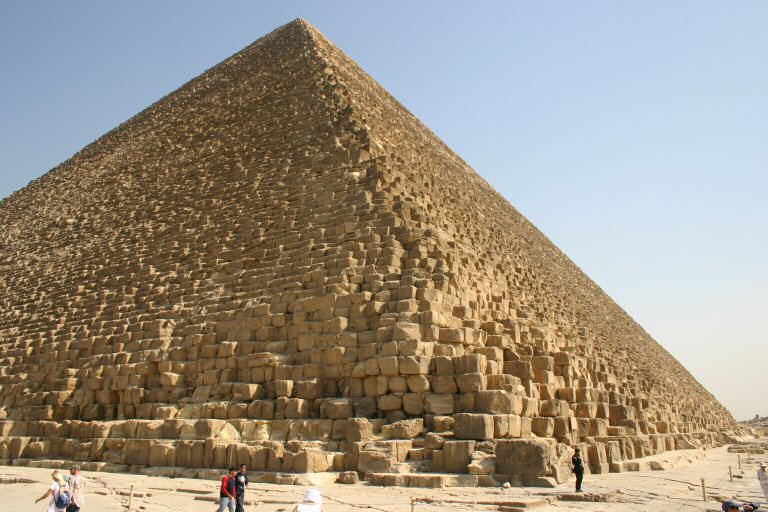
Imagen de la Gran Pirámide de Keops.

El siglo XXVI antes de Cristo comenzó el 1 de enero de 2600 a. C. y terminó el 31 de diciembre de 2501 a. C.

## Acontecimientos
- En Rødøy (Noruega) se dibujan esquís, lo que prueba su uso.
- En Irak se domestica el camello bactriano y el dromedario.
- c. 2600 a. C.: 
  - A esta época corresponde la gran lira con cabeza de macho cabrío tallada en madera, recubierta de oro y con incrustaciones de lapislázuli encontradas en la tumba real de Ur. También son halladas suntuosas arpas y una gran cantidad de representaciones figurativas que dan cuenta del desarrollo musical en Mesopotamia.[1]
  - Aparecen civilizaciones megalíticas en el sureste y suroeste de la península ibérica, entre ellas Los Millares.
  - En la Sierra de los Cuchumatanes (Guatemala) se configura el idioma maya.[2]
  - En Siria (región histórica que comprendía parte de los actuales Estados de Líbano, Turquía, Jordania, Israel y Siria) asciende una élite secular que propicia la arquitectura palaciega. A los reyes se les representa como guerreros, constructores o presidiendo banquetes. Las estatuas identificadas con inscripciones cuneiformes se colocaban en los templos.[1]
  - Escultura en bronce de La bailarina de Mohenjo-Daro, de la cultura del Indo. Esta cultura es también creadora de una notable arquitectura en ladrillo.[1]
  - Friso de las Ocas de Meidum, pintura mural que muestra la excelencia del naturalismo en el arte egipcio.[1]
  - Las inscripciones funerarias egipcias de la IV Dinastía dan testimonio de desarrollo de la jardinería.[1]
  - Surge la cultura del Indo o Harappa, extendida por grandes zonas de Pakistán y el noroeste de la India. Mohenjo-Daro y Harappa son las ciudades más importantes.[1]
  - España: Los Primeros Pobladores ocuparon en el Cerro de San Juan, lo que dio el origen de la Fundación de la actual municipio sevillano de Coria del Río en la Edad del Cobre (conocido como el Calcolítico).
- 2600-2500 a..C.: En Dinamarca se realizan banquetes de caza, con caballos salvajes.[3]
- 2579 a. C.: Empieza a reinar el faraón Jufu (Keops). Se construye la Gran Pirámide de Guiza (río Nilo).
- 2570-2470 a. C.: Construcción de las pirámides de Gizeh. La de Keops, la mayor de todas, mide 146 metros de altura y está construida con aproximadamente 2'300.000 bloques de piedra cuyo peso promedio de cada uno es de 2,3 toneladas. La de Kefrén fue construida por el hijo del faraón Keops y la de Mikerinos, por su nieto.[1]
- 2560 a. C.: La Estela de los Buitres, tallada en piedra caliza como conmemoración de la derrota de la ciudad de Unma, se considera la cumbre de la técnica del relieve en Mesopotamia.[1]
- c. 2550 a. C.: Mesannepada es rey de Ur (y será sucedido por su hijo), y funda la primera dinastía de Ur y derroca al último rey de Uruk, y al rey Mesalim de Kish.[4]
- c. 2547 a. C.: 
  - En Egipto empieza a reinar Jafra (Kefrén). Se construye la Gran Esfinge de Guiza.
  - Faraón Dyedefra.

### Decenio 2530-2521 a.C.
- Entre las pirámides de Keops y Kefrén se levanta la Gran Esfinge, la escultura de mayor tamaño del mundo antiguo.[1]

### Decenios 2520-2501 a.C.
- c. 2514 a. C.: En Egipto empieza a reinar Menkaura (Micerino).